# Gaiety Theatre
Il Gaiety Theatre è un teatro situato in South King Street a Dublino, nei pressi di Grafton Street e del parco St Stephen's Green. È specializzato in musical e opere liriche e talvolta anche in opere drammatiche.
Il teatro è stato progettato dall'architetto Charles J. Phipps e costruito in soli 7 mesi. Il Gaiety è stato inaugurato il 27 novembre 1871. Al suo interno è stato anche girato il video della canzone Sometimes You Can't Make It on Your Own degli U2, brano dedicato al padre di Bono Vox che in questo teatro si è esibito più volte come tenore.

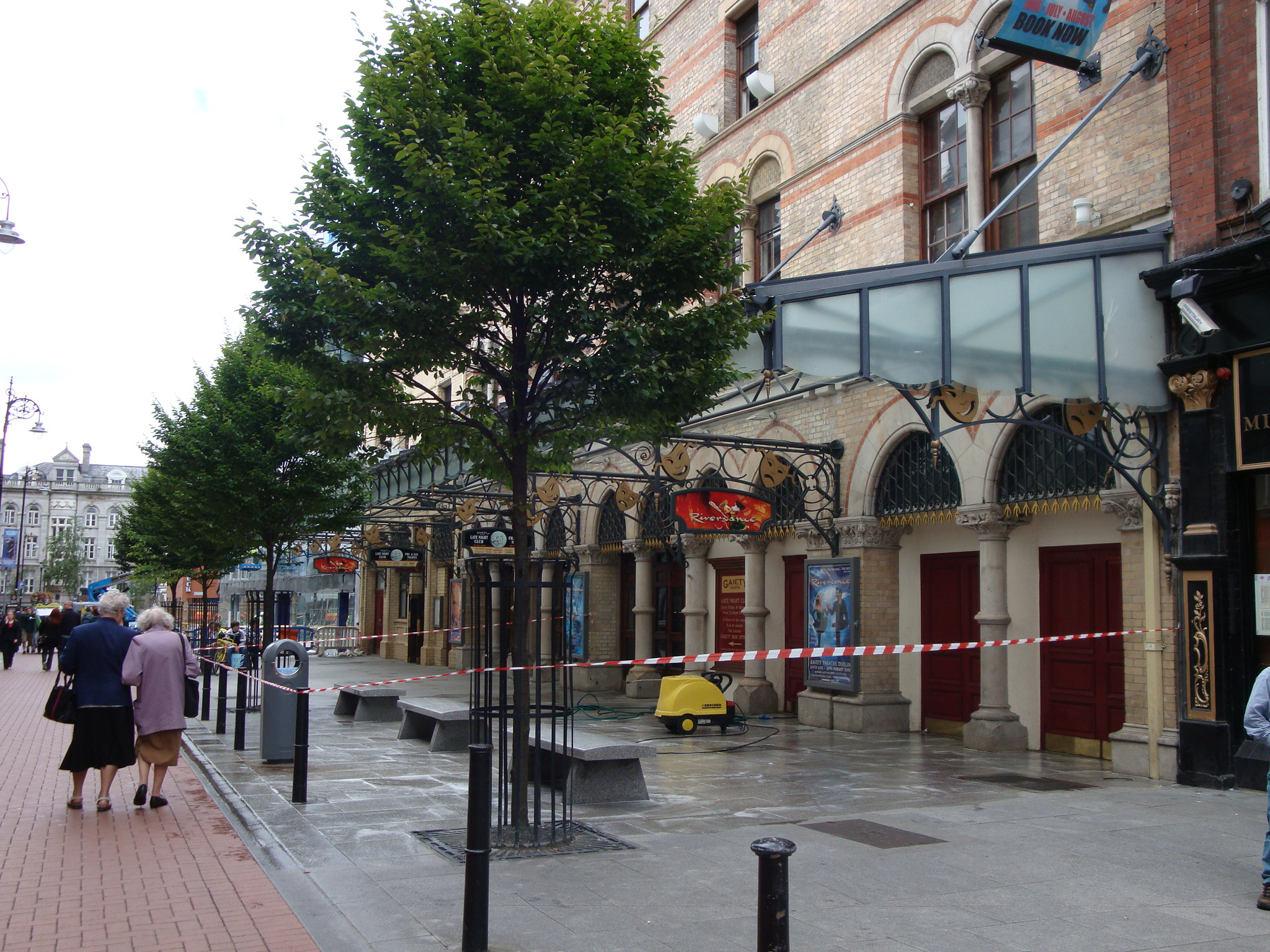
L'ingresso

Il Gaiety ha ospitato l'Eurovision Song Contest 1971, dopo che la cantante Dana, rappresentante dell'Irlanda, ha vinto l'edizione precedente tenutasi ad Amsterdam.